# 스마트글래스

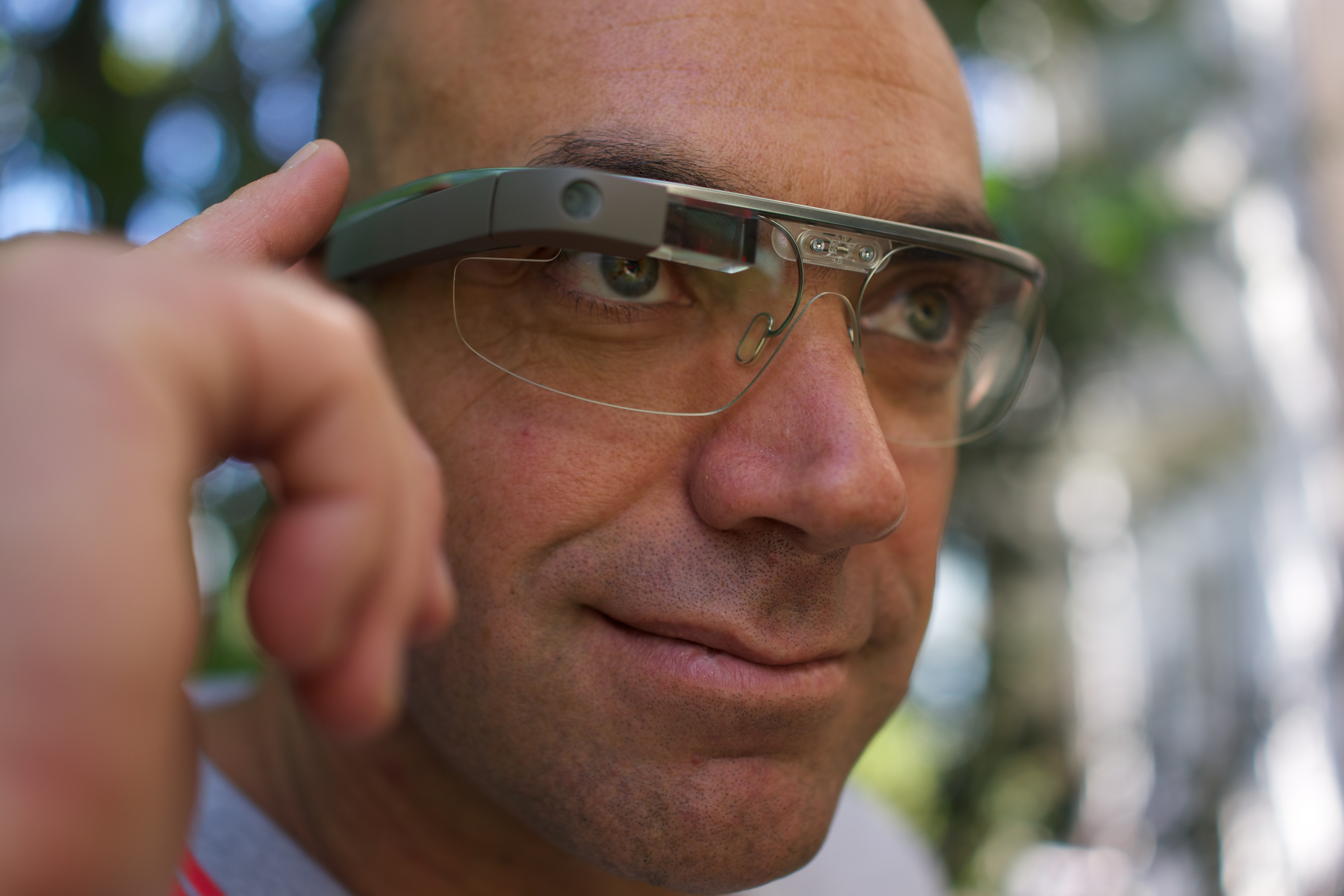
스마트글래스를 착용한 모습

스마트글래스(Smartglasses), 스마트 안경은 사용자에게 유용한 기능을 제공하는 눈이나 머리에 착용하는 착용 컴퓨터이다. 수많은 스마트글라스에는 착용자가 보는 것과 함께 정보를 추가하는 디스플레이가 포함되어 있다. 또는 스마트글라스는 광학적 특성을 변경할 수 있는 안경으로 정의한다. 예를 들어 전자 수단을 통해 색조를 변경하도록 프로그래밍된 스마트 선글라스가 있다. 또는 스마트글라스는 헤드폰 기능이 포함된 안경으로 정의되는 경우도 있다.
스마트 안경이 자세 추적을 수행한다면 증강 현실(AR) 장치로 간주될 수 있다.
시야에 정보를 중첩하는 것은 광학 헤드 장착 디스플레이(OHMD)나 투명한 헤드업 디스플레이(HUD) 또는 증강 현실(AR) 오버레이가 포함된 임베디드 무선 안경을 통해 달성된다. 이러한 시스템은 투사된 디지털 이미지를 반사할 수 있을 뿐만 아니라 사용자가 이를 통해 보거나 더 잘 볼 수 있도록 하는 기능을 갖추고 있다. 초기 모델은 셀룰러 기술이나 와이파이를 활용하는 스마트 안경의 경우처럼 원격 시스템의 프런트 엔드 디스플레이 역할과 같은 기본적인 작업을 수행할 수 있지만, 최신 스마트 안경은 독립적인 모바일 앱을 실행할 수 있는 사실상 착용 가능한 컴퓨터이다. 일부는 핸즈프리이며 자연어 음성 명령을 통해 인터넷과 통신할 수 있고 다른 일부는 터치 버튼을 사용한다.
다른 컴퓨터와 마찬가지로 스마트글래스도 내부 또는 외부 센서로부터 정보를 수집할 수 있다. 다른 장비나 컴퓨터의 데이터를 제어하거나 검색할 수 있다. 대부분의 경우 블루투스, 와이파이, GPS와 같은 무선 기술을 지원한다. 소수의 모델은 모바일 운영 체제를 실행하고 휴대용 미디어 플레이어로 작동하여 블루투스 또는 와이파이 헤드셋을 통해 사용자에게 오디오 및 비디오 파일을 보낸다. 일부 스마트글래스 모델은 완전한 라이프로깅 및 활동 추적 기능도 갖추고 있다.
스마트안경 장치에는 스마트폰에 있는 기능이 있을 수도 있다. 일부 GPS 시계에는 활동 추적기 기능("피트니스 추적기")이 있다.

## 같이 보기
- 헤드 마운티드 디스플레이
- 웨어러블 테크놀로지